# Lill-Gravusjön
Lill-Gravusjön är en sjö i Robertsfors kommun i Västerbotten och ingår i Sävaråns huvudavrinningsområde.